# Phantyna terranea
Phantyna terranea är en spindelart som först beskrevs av Ivie 1947.  Phantyna terranea ingår i släktet Phantyna och familjen kardarspindlar. Inga underarter finns listade i Catalogue of Life.